# Misje dyplomatyczne Gruzji

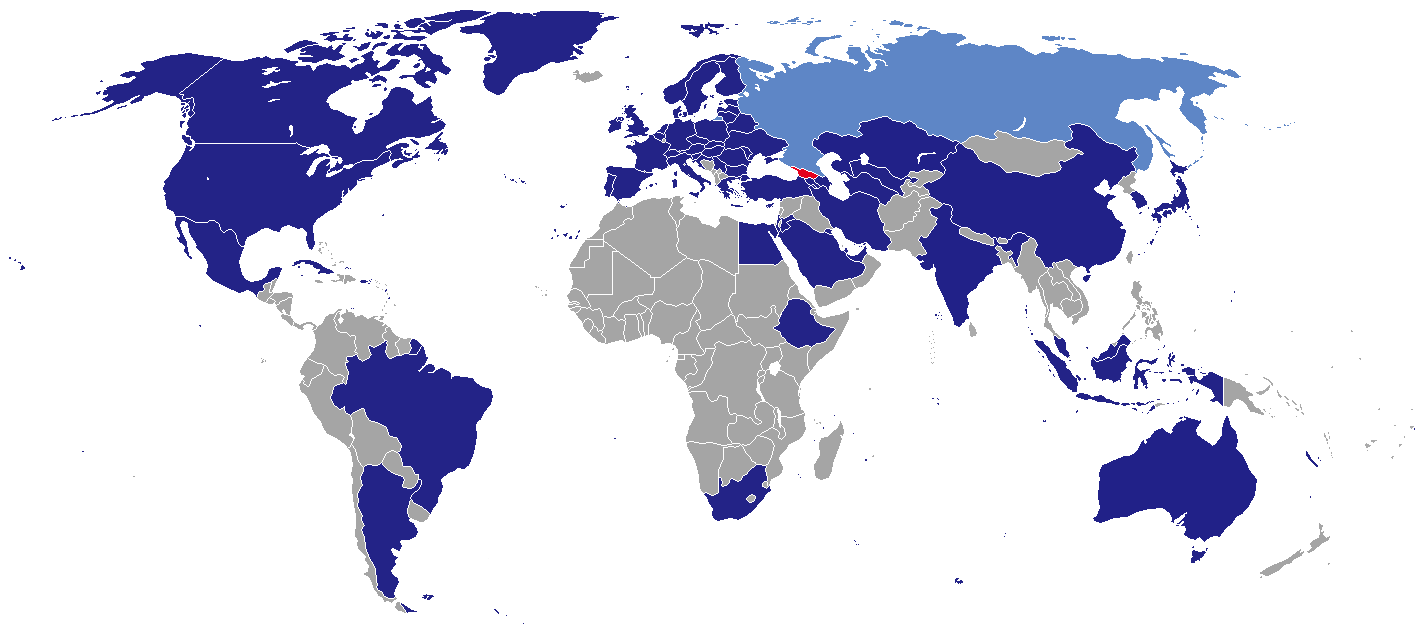
Kraje, w których Gruzja ma swoje przedstawicielstwa dyplomatyczne

Misje dyplomatyczne Gruzji – przedstawicielstwa dyplomatyczne Gruzji przy innych państwach i organizacjach międzynarodowych. Poniższa lista zawiera wykaz obecnych ambasad i konsulatów zawodowych. Nie uwzględniono konsulatów honorowych.

## Europa
- Austria
  - Wiedeń (ambasada)
- Belgia
  - Bruksela (ambasada)
- Białoruś
  - Mińsk (ambasada)
- Bułgaria
  - Sofia (ambasada)
- Czechy
  - Praga (ambasada)
- Cypr
  - Nikozja (ambasada)
- Dania
  - Kopenhaga (ambasada)
- Estonia
  - Tallinn (ambasada)
- Francja
  - Paryż (ambasada)
- Grecja
  - Ateny (ambasada)
  - Saloniki (konsulat generalny)
- Hiszpania
  - Madryt (ambasada)
  - Barcelona (konsulat)
- Holandia
  - Haga (ambasada)
- Irlandia
  - Dublin (ambasada)
- Litwa
  - Wilno (ambasada)
- Łotwa
  - Ryga (ambasada)
- Niemcy
  - Berlin (ambasada)
- Polska
  - Warszawa (Ambasada)
- Rosja

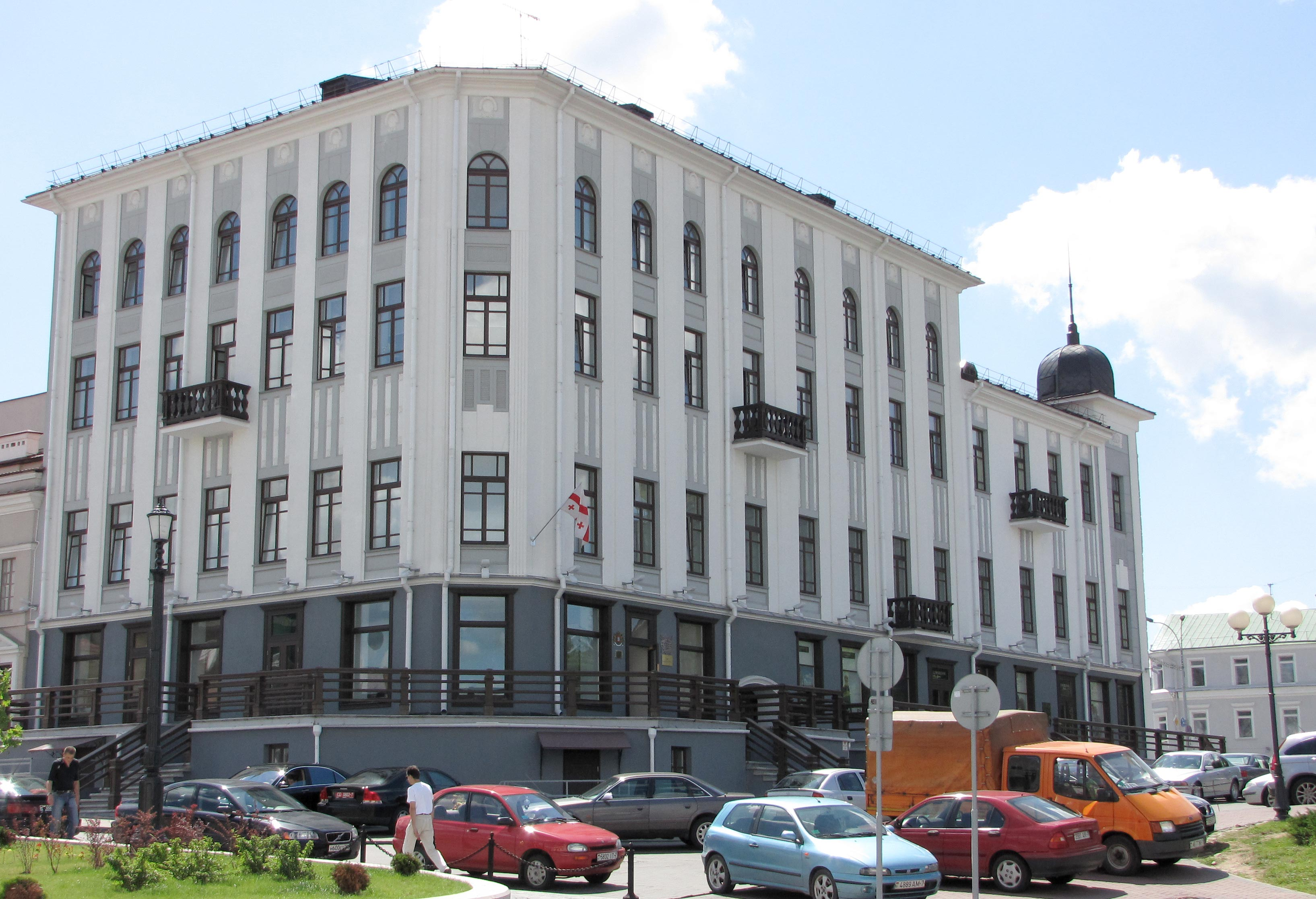
Ambasada Gruzji w Mińsku

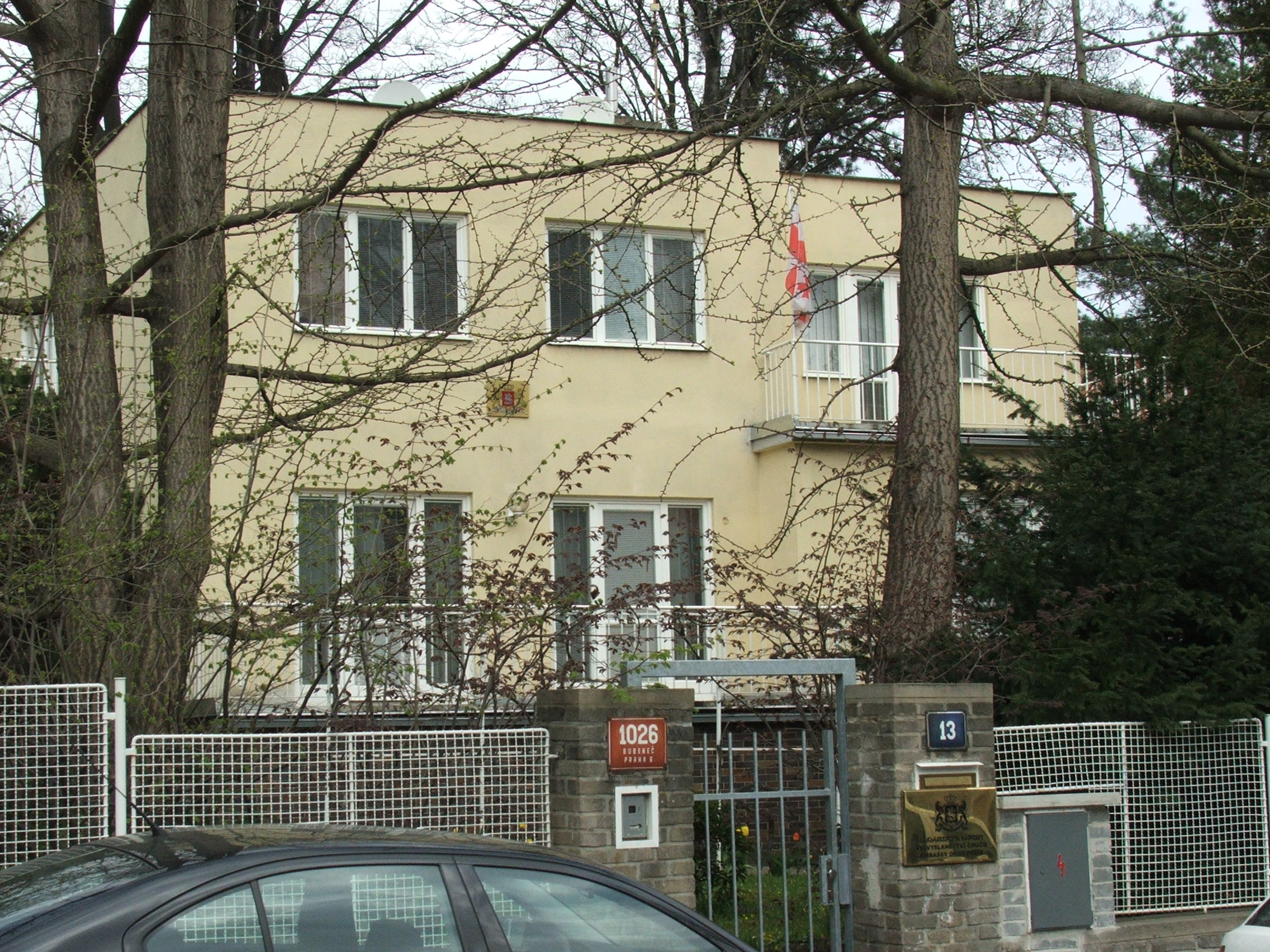
Ambasada Gruzji w Pradzie

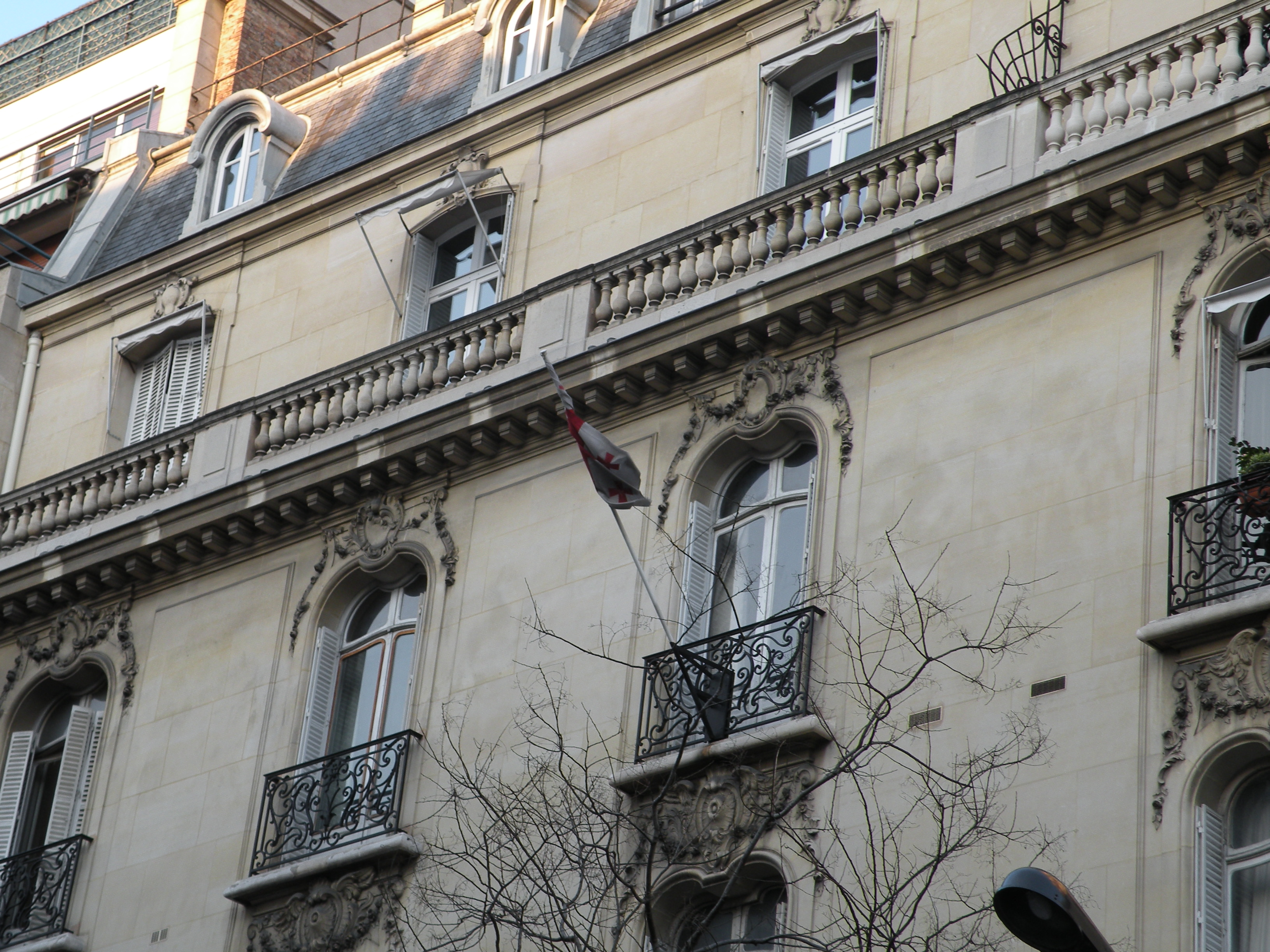
Ambasada Gruzji w Paryżu

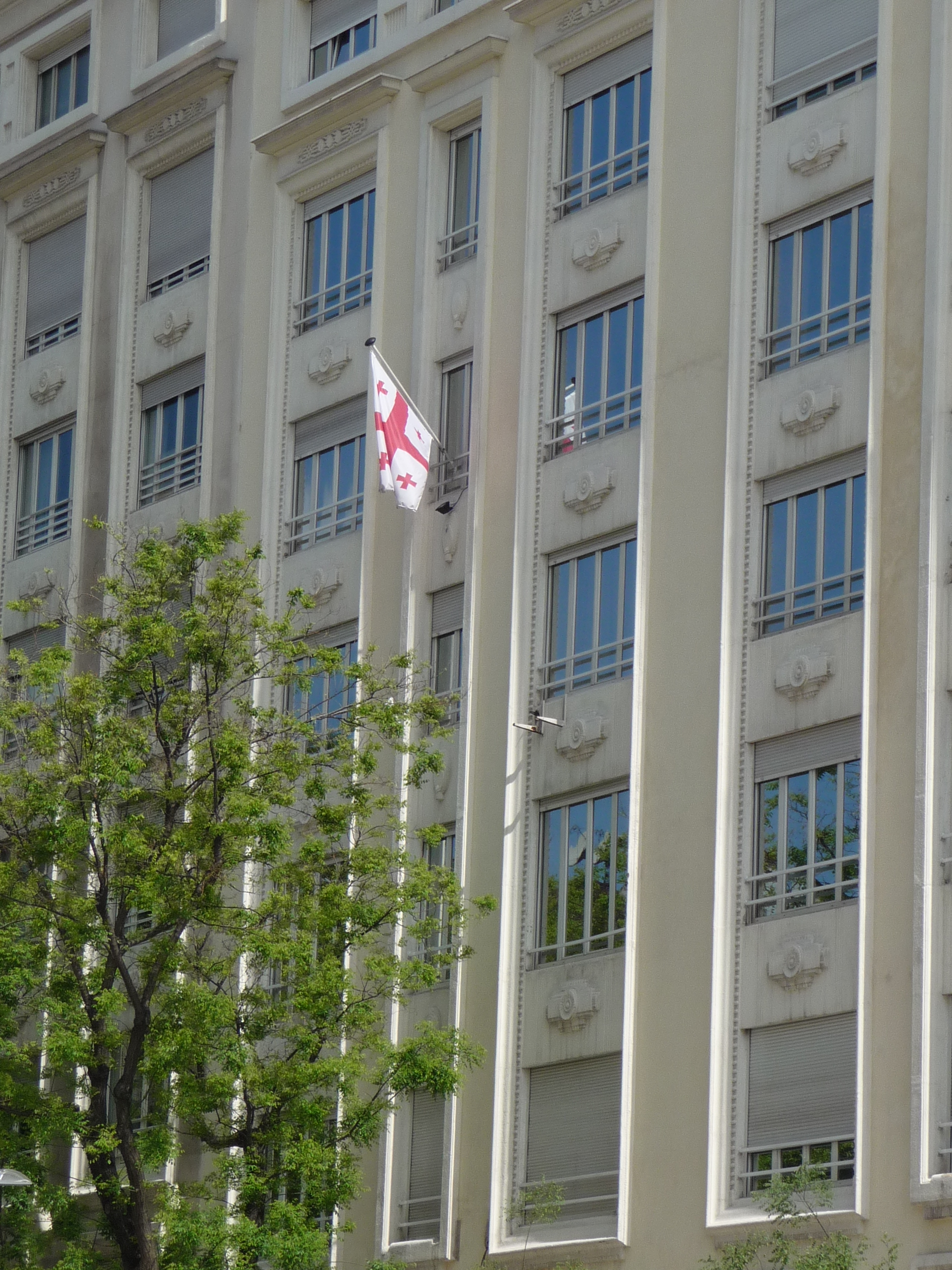
Ambasada Gruzji w Madrycie

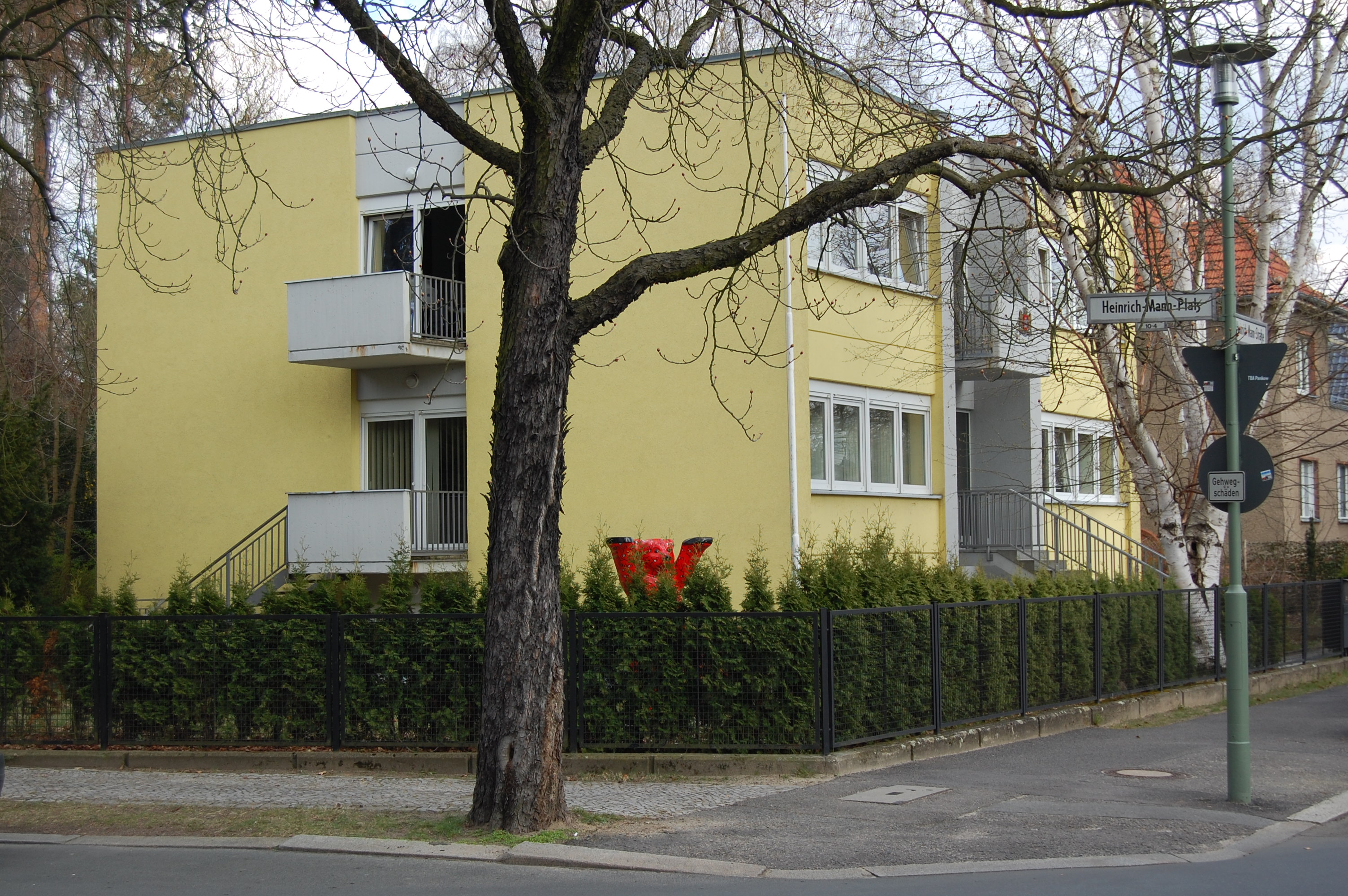
Ambasada Gruzji w Berlinie

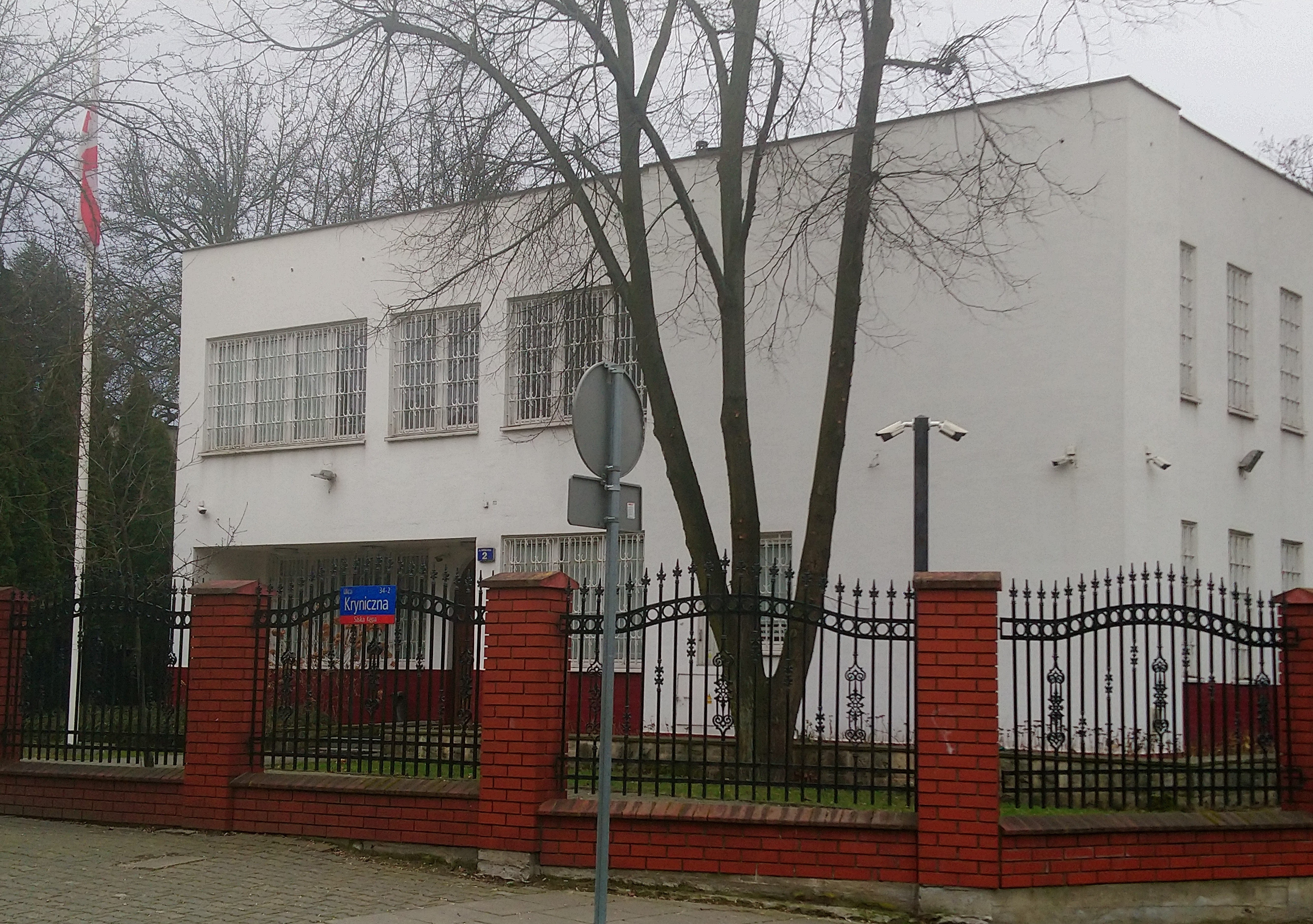
Ambasada Gruzji w Warszawie

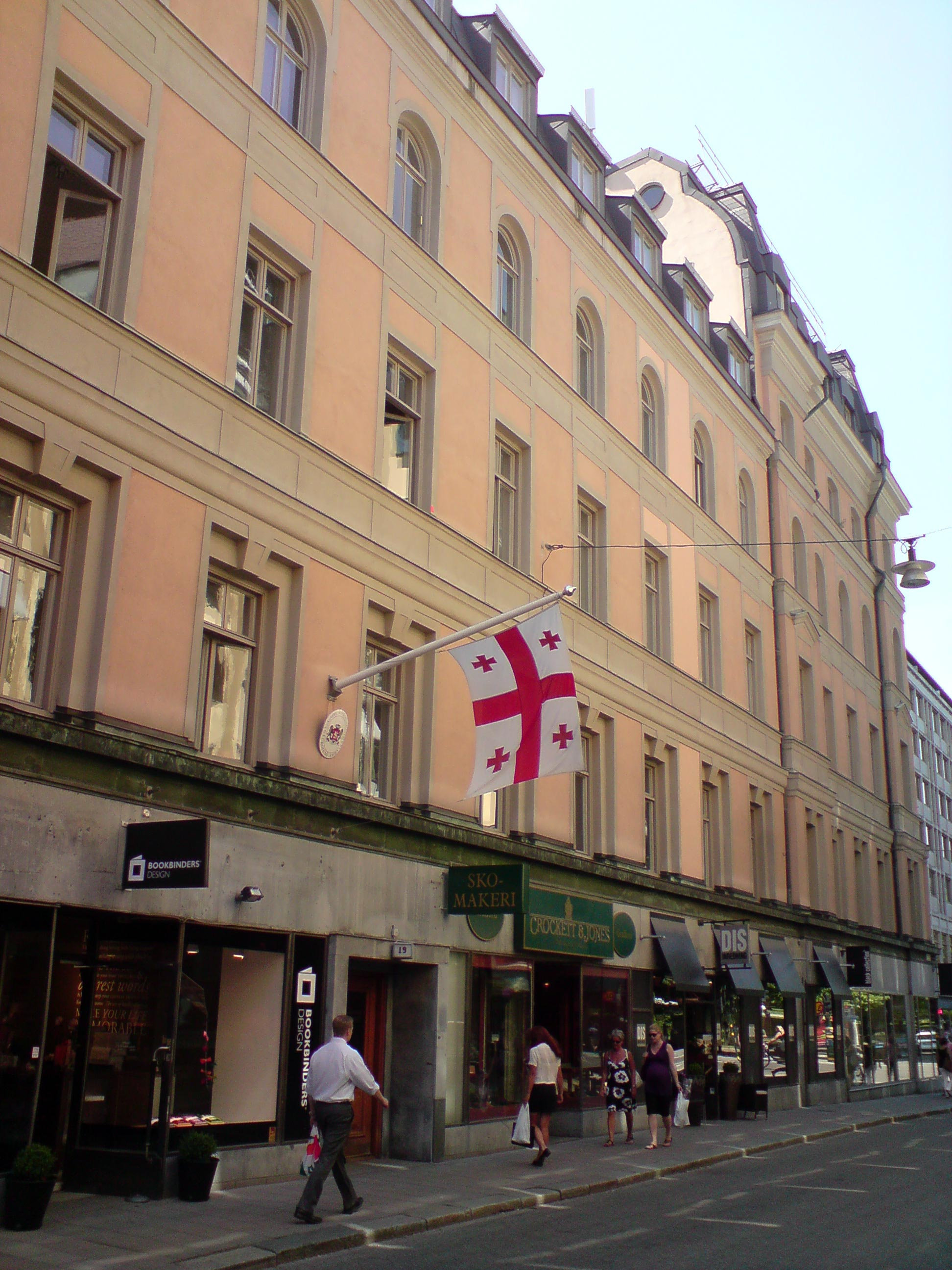
Ambasada Gruzji w Sztokholmie

Brak relacji dyplomatycznych. Gruzja reprezentowana jest w Rosji przez Sekcję Interesów Gruzińskich Ambasady Szwajcarii w Moskwie
- Rumunia
  - Bukareszt (ambasada)
- Słowacja
  - Bratysława (ambasada)
- Stolica Apostolska
  - Rzym (ambasada)
- Szwajcaria
  - Berno (ambasada)
- Szwecja
  - Sztokholm (ambasada)
- Turcja
  - Ankara (ambasada)
  - Stambuł (konsulat generalny)
  - Trabzon (konsulat generalny)
- Ukraina
  - Kijów (ambasada)
  - Donieck (konsulat generalny)
  - Odessa (konsulat generalny)
- Węgry
  - Budapeszt (ambasada)
- Wielka Brytania
  - Londyn (ambasada)
- Włochy
  - Rzym (ambasada)

## Ameryka Północna, Środkowa i Karaiby
- Meksyk
  - Meksyk (ambasada)
- Stany Zjednoczone
  - Waszyngton (ambasada)
  - Nowy Jork (konsulat generalny)

## Ameryka Południowa
- Brazylia
  - Brasília (ambasada)

## Afryka
- Egipt
  - Kair (ambasada)

## Azja
- Armenia
  - Erywań (ambasada)
- Azerbejdżan
  - Baku (ambasada)
- Chiny
  - Pekin (ambasada)
- Indie
  - Nowe Delhi (ambasada)
- Iran
  - Teheran (ambasada)
- Izrael
  - Tel Awiw-Jafa (ambasada)
- Japonia
  - Tokio (ambasada)
- Jordania
  - Amman (ambasada)
- Kazachstan
  - Astana (ambasada)
- Kuwejt
  - Kuwejt (ambasada)
- Turkmenistan
  - Aszchabad (ambasada)
- Wietnam[1]
  - Hanoi (ambasada)
- Uzbekistan
  - Taszkent (ambasada)
- Zjednoczone Emiraty Arabskie[1]
  - Abu Zabi (ambasada)

## Organizacje międzynarodowe
- Nowy Jork – Stałe Przedstawicielstwo przy Organizacji Narodów Zjednoczonych
- Genewa – Stałe Przedstawicielstwo przy Biurze Narodów Zjednoczonych i innych organizacjach
- Wiedeń – Stałe Przedstawicielstwo przy Biurze Narodów Zjednoczonych i Organizacji Bezpieczeństwa i Współpracy w Europie
- Paryż – Stałe Przedstawicielstwo przy UNESCO
- Rzym – Stałe Przedstawicielstwo przy Organizacji Narodów Zjednoczonych do spraw Wyżywienia i Rolnictwa
- Bruksela – Stałe Przedstawicielstwo przy Unii Europejskiej
- Bruksela – Stałe Przedstawicielstwo przy Organizacji Traktatu Północnoatlantyckiego
- Strasburg – Stałe Przedstawicielstwo przy Radzie Europy